# Nissan Pathfinder
Nissan Pathfinder este o gamă de vehicule utilitare sport fabricate de Nissan din 1985. Vehiculul împărtășea inițial platforma de camionete compacte Nissan și, după patru generații, este acum la a cincea încarnare.